# Кейван Марія Адріяна
Кейван Марія Адріяна, Кейван-Крупська Марія-Адріяна Павлівна, Кейван-Крупська Марія (англ. Keyvan Mariya, 18 серпня 1914, Задубрівці — 8 березня 2002, Монреаль, Канада) — українська письменниця (прозаїк), мемуарист, лікар, громадська діячка української діаспори.

## Життєпис
Народилася у вчительській родині в с. Задубрівці Снятинського повіту (Західна Україна), її батько — Крупський Павло, старшина УГА, директор школи.
Середню освіту здобула в початковій школі на Снятинщині та Коломийській приватній жіночій гімназії Українського педагогічного товариства «Рідна школа» (1932).
Закінчила медичний факультет Познанського університету (1938). Здобула науковий ступінь доктора медицини.
Одружилася з Іваном Кейваном у 1943 році. Від цього шлюбу мала сина Ореста та доньку Зоню.
Працювала у Львівській народній лічниці та Львівському міському шпиталі, у шпиталі Коломиї у 1939–1944 р.. У березні 1944 р. виїхала з України і опинилася в Марієнбаді (Судети), працювала лікарем у таборах для переміщених осіб у Баварії (Байрот, Фюсен), у таборі Мітенвальду.
У 1949 р. емігрувала до Канади, поселилася в Едмонтоні. Увійшла в Організацію українок Канади (СФУЖО) в 1967 р., діяла в НТШ. Почала друкуватися у 1950-х роках. Організувала гурток книголюбів, упродовж 16 років була його головою.
З 1997 року мешкала у м. Монреалі в пансіонаті. Після смерті була похована у м. Едмонтоні.

## Твори
Авторка оповідань «З нотатника лікарки», «Епідемія», «У зимову ніч», «Десяте Різдво», «Його брат», «Ой заплакала мати» (1974-1975) у журналах «Наше життя» й «Жіночий світ», у збірці «Північне сяйво».
Повісті «Життя таборів Діппі» (1971, Едмонтон), стаття «Вересень — місяць радості і печалі (Пам'яті покійного чоловіка Івана присвячую)» у журналі «Жіночий світ» (1993, № 9).
Окремі видання:
- Кейван М., «Пливе-шумить ріка». — Едмонтон, 1985. — 330 с.
- Кейван М., «Карвендель»: Повісті. — Едмонтон, 1971. — 232 с.
- Кейван М., «У самотній мандрівці до вічности». Спогади про Тодося Осьмачку // Україна. − 1992. — № 32, 33, 37.